# ジブチ陸軍
ジブチ陸軍（英語:The Djiboutian Army）はジブチ国防軍の陸海空三軍のうち最大の軍であり、ジブチの首都ジブチに司令部を置く。
ジブチは、その国内技術とこれによる外国製装備の改造により陸軍を増強した。ジブチは、山岳地帯やその他の起伏の多い地形だが、周辺地域の軍事的圧力に立ち向かうために必要な機械化された軍事力により、国土を防衛しなければならない。 ジブチ陸軍の任務は、外部からの攻撃に対する防衛や国境警備、治安維持であり、ジブチ領土の防衛を担当している。
平時のジブチ陸軍の常備軍の定員は約9000人、予備軍は約7000人。

## 概要

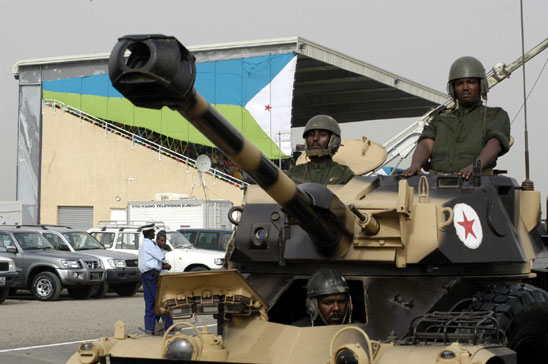
ジブチ陸軍のAML-90装甲車

ジブチ国防軍は周辺諸国のものよりも小規模ながら、外国からの侵入に対する防衛を行っている。
ジブチ国防軍の改革において、利用可能な労力と資金のほとんどが陸軍の増強に費やされた。
2008年のエリトリア軍との衝突では、ジブチ国防軍の日々の訓練によって培われた優れた作戦能力を示したが、小規模な軍事力は隣国の装備が十分ではないにしても、より大きな軍隊には対抗できないという事実を浮き彫りにした。
陸軍の新型装備の導入には機動戦に焦点を合わせており偵察、警戒には適しているが、機甲戦には不向きである。
2008年の国境衝突により、引退した人員が予備役として呼び戻され一時的にジブチ軍の各階級層が増大したが、陸軍の規模と能力は1990年代以降大幅に減少した。
1980年代から2002年初めにかけての近隣諸国との緊張の結果、最終的にジブチ軍は既存の戦略的概念を見直し、防衛力を再構築する計画を策定した。
その後、戦争は回避されたものの1980年代および2008年の安全保障上の脅威により、陸軍は今までの戦略性の欠如により、効果的に脅威に対処することが求められた。したがって、2000年代初頭には、従来型の師団ではなく、より小型で移動性の高い「機動部隊」に軍隊を再編することにより、防御能力を最も向上させる防衛組織モデルが求められた。 
長年にわたり、ジブチ国防軍はフランス、エジプト、サウジアラビア、モロッコ、アメリカなど様々な国の物的および財政的支援の恩恵を受けてきた。現在、防衛に割り当てられた金額は、ジブチの国家予算で最大の割合を示している。
ジブチ・エリトリア国境紛争の間、そしてそれ以来、ジブチ陸軍は平時の6000〜10000人の規模から爆発的に規模を拡大した。

## 組織
国土は4つの軍管区（タジュラ州、ディキル州、アリ・サビエ州、オボック州の各方面軍）で分けられ、防衛されている。
軍管区ごとに以下のような「機動部隊」を配置している。

### 機動部隊
計6個連隊、1個大隊。
ジブチ市に機甲連隊と砲兵連隊、アルタ市に即応機動連隊、ディキル、アリ・サビエ、タジュラ、オボックに混成歩兵連隊が配備されている。
- 機甲連隊（RégimentBlindé）×1（ジブチ）（1偵察中隊、3機甲中隊、および密輸防止中隊を含む)[1]
- 歩兵連隊×4 - それぞれ3～4歩兵中隊と1支援中隊から成る[1]
  - ディキル混成歩兵連隊(Régiment interarmes de Dikhil) - ディキル駐屯
  - アリ・サビエ混成歩兵連隊(Bataillon interarmes d'Ali Sabieh） - アリ・サビエ駐屯
  - タジュラ混成歩兵連隊(Régiment interarmes de Tadjourah) - タジュラ駐屯
  - オボック混成歩兵連隊(Régiment interarmes d'Obock) - オボック駐屯
- 即応機動連隊(Régiment d'action rapide)×1 - アルタ駐屯[1] 、4歩兵中隊と1支援中隊で構成
- 共和国親衛隊連隊×1[1]
- 砲兵連隊(Régiment d'artillerie)×1  - ジブチ駐屯[1]
- 地雷除去中隊×1[1]
- 通信連隊×1[1]
- コンピューター及び情報システム分隊×1[1]
- 後方支援連隊×1t[1]
- 整備連隊×1[1]

## 国際活動
ジブチはソマリアとスーダンでの国際活動に参加。2000人のジブチ軍人が国外に派遣されている。なお、スーダンの国際連合・アフリカ連合ダルフール活動に派遣されている部隊には文民警察官や国家憲兵が含まれている。
| 派遣地域 | ミッション                                     | 人数    |
| -------- | ---------------------------------------------- | ------- |
| ソマリア | アフリカ連合ソマリア活動（AMISOM）             | 2000 人 |
| スーダン | 国際連合・アフリカ連合ダルフール活動（UNAMID） | 151 人  |

## 装備

### 小火器
| 名称           | 種類                     | 開発国       | 備考                           |
| -------------- | ------------------------ | ------------ | ------------------------------ |
| ベレッタM9     | 自動拳銃                 | イタリア     |                                |
| MAC Mle 1950   | 自動拳銃                 | フランス     | 標準制式拳銃                   |
| MAT 49         | 短機関銃                 | フランス     |                                |
| MAS 36         | ボルトアクションライフル | フランス     | 現在では予備装備の可能性が高い |
| AKM            | アサルトライフル         | ソビエト連邦 |                                |
| FAMAS          | アサルトライフル         | フランス     |                                |
| FN FAL         | バトルライフル           | ベルギー     |                                |
| H&K G3         | バトルライフル           | ドイツ       |                                |
| IMI ガリル     | アサルトライフル         | イスラエル   |                                |
| M4             | アサルトライフル         | アメリカ     | 特殊部隊が使用                 |
| en:SIG SG 540  | バトルライフル           | スイス       |                                |
| ステアーAUG    | アサルトライフル         | オーストリア |                                |
| Type 56        | アサルトライフル         | 中国         |                                |
| ドラグノフ SVD | スナイパーライフル       | ソビエト連邦 |                                |
| レミントンM700 | スナイパーライフル       | アメリカ     |                                |
| AA-52          | 汎用機関銃               | フランス     |                                |
| ブローニングM2 | 重機関銃                 | アメリカ     |                                |
| FN MAG         | 汎用機関銃               | ベルギー     |                                |
| NSV            | 重機関銃                 | ソビエト連邦 |                                |
| PKM            | 機関銃                   | ソビエト連邦 |                                |
| RPD            | 軽機関銃                 | ソビエト連邦 |                                |
| RPK            | 軽機関銃                 | ソビエト連邦 |                                |
| Mk 19          | グレネードランチャー     | アメリカ     |                                |
| APILAS         | 対戦車ロケット弾         | フランス     |                                |
| LRAC F1        | 対戦車ロケット弾         | フランス     |                                |
| RPG-7          | 対戦車ロケット弾         | ソビエト連邦 | RPG-7V.                        |

### 車両
| 名称                                           | 種類                  | 開発国       | 配備数 | 備考                 |
| ---------------------------------------------- | --------------------- | ------------ | ------ | -------------------- |
| T-62                                           | 主力戦車              | ソビエト連邦 |        | 両数不明             |
| ノリンコ WMA301                                | 装輪装甲車            | 中国         |        | 両数不明             |
| T-54/T-55                                      | 主力戦車              | ソビエト連邦 |        | 両数不明             |
| AMX-13                                         | 軽戦車                | フランス     | 60     | 整備に疑問あり       |
| BTR-80                                         | 装甲兵員輸送車        | ソビエト連邦 | 15     |                      |
| BTR-60                                         | 装甲兵員輸送車        | ソビエト連邦 | 10     | BTR-60PB             |
| サクソン                                       | 装甲兵員輸送車        | イギリス     | 60     |                      |
| プーマ                                         | 軽装甲車              | イタリア     | 6      |                      |
| ラーテル 90                                    | 歩兵戦闘車            | 南アフリカ   | 9      | 12両を調達           |
| キャスパー                                     | MRAP                  | 南アフリカ   | 9      | Casspir III variant. |
| クーガー                                       | MRAP                  | アメリカ     | 10     |                      |
| RG-33                                          | MRAP                  | 南アフリカ   | 10     |                      |
| AML                                            | 装甲車                | フランス     | 20     | 24両を調達           |
| BRDM-2                                         | 偵察戦闘車            | ソビエト連邦 | 12     | 整備に疑問あり       |
| VBL                                            | 偵察戦闘車            | フランス     | 10     |                      |
| ハンヴィー                                     | 汎用軍用車両          | アメリカ     | 14     |                      |
| ランドローバー・ディフェンダー                 | 汎用軍用車両          | イギリス     | 13     |                      |
| M35                                            | 軍用トラック          | アメリカ     | 10     |                      |
| メルセデス・ベンツ・Gクラス                    | 汎用軍用車両          | ドイツ       | 4      |                      |
| メルセデス・ベンツ・ウニモグ                   | 砲牽引車/軍用トラック | ドイツ       | 4      |                      |
| トヨタ・ハイラックス・トヨタ・ランドクルーザー | 汎用軍用車両          | 日本         | 26     |                      |
| ウラル-4320                                    | 砲牽引車/軍用トラック | ソビエト連邦 | 3      |                      |
| VLRA                                           | 汎用軍用車両          | フランス     | 4      |                      |

### 火砲
| 名称                        | 種類                 | 開発国              | 配備数 | 備考           |
| --------------------------- | -------------------- | ------------------- | ------ | -------------- |
| BM-21 グラート              | 自走多連装ロケット砲 | ソビエト連邦        |        |                |
| OTO Melara M109L 155/39 mm  | 自走榴弾砲           | アメリカ · イタリア | 10     | イタリアが供与 |
| MO-120-RT-61                | 迫撃砲               | フランス            | 20     | 1981年に導入   |
| D-30                        | 榴弾砲               | ソビエト連邦        | 6      |                |
| OTO Melara Mod.56 105/14 mm | 榴弾砲               | イタリア            |        |                |

### 対空兵器
| 名称            | 種類       | 開発国       | 配備数 | 備考                  |
| --------------- | ---------- | ------------ | ------ | --------------------- |
| ボフォース L/70 | 対空機関砲 | スウェーデン | 5      |                       |
| ZU-23-2         | 対空機関砲 | ソビエト連邦 | 5      |                       |
| 20mm機関砲 F2   | Autocannon | フランス     | 5      | Used for air defence. |